# Brachys ornatus
Brachys ornatus es una especie de escarabajo barrenador metálico del género Brachys, categorizada en la tribu Trachyini, de la subfamilia Agrilinae.

## Taxonomía
Fue descrita científicamente por Fisher en 1922.
Tratamiento taxonómico
La especie aparece registrada y publicada en The leaf and twig mining buprestid beetles of Mexico and Central America. Proceedings of the United States National Museum (Number 2454) 62(8):1-95. (1922).